# مش، هلند
مش (به هلندی: Mesch) یک روستا و شهرستان در هلند است که در ایسدن-مارخراتن واقع شده‌است. مش ۳۶۷ نفر جمعیت دارد.